# Сен-Поль-Ру
Сен-Поль-Ру (фр. Saint-Pol-Roux, справжнє ім'я Поль-П'єр Ру, фр. Paul-Pierre Roux; 15 січня 1861, Сент-Анрі поблизу Марселя — 18 жовтня 1940, Брест) — французький письменник, драматург, поет-символіст.

## Біографія та творчість
Народився в Марселі, дитинство пройшло у Ліоні. У Парижі брав участь у літературних маніфестах, якими супроводжувалося народження символізму (примикає до нього 1884 р.). Його ім'я фігурує в змісті першого номера «Меркюр де Франс». Жозеф Пеладан зараховує його до семи присвячених у своїй «Естетиці Троянди + Хреста», а Малларме називає своїм сином.
Сен-Поль-Ру брав участь у виданнях символістів з початку 1880-х років. При цьому, на відміну від них, виявляв інтерес до суспільного та технічного прогресу, до сучасних ідей. Творчість Сен-Поля Ру стала сполучною ланкою між прогресивними устремліннями пізнього символізму та передовою поезією XX століття.
Автор поеми «Лазар» (1886), а також поетичних збірок: «Цап відбувайло» (1889), «Святилище мандрівника» (т. 1—3, 1893—1907), «Стародавності» (1908), «Смерть пастуха» (1938).
Для Сен-Поля Ру призначення поезії пов'язане з виявленням тієї живої краси, яка скута зовнішньою стороною речей: «Мені здається, що людина занурена у туманний світ невиразних позначень, невиразних причин і наслідків, вельми довільних аналогій, неясностей… Світ тихо гине; поет не згоден із цим, він шукає під завалами життя щось живе та витягує на поверхню». Бодлерівському «лісу символів» він протиставляє «ліс протилежностей», які має примирити поет. Пізніше він вважався сюрреалістами як їхній попередник і духовний вчитель.
Крім поезії, Сен-Поль Ру пише драми-містерії: «Чорна душа білого проповідника» (1893), «Останні часи». П'єса «Жінка з косою в руках» (1899) стала першою частиною трилогії, дві інші частини якої — «Трагічне в людині» і «Її величність Життя» — загинули під час пожежі, коли німецькі солдати підпалили його садибу під Камаре.
У передмові до «Жінки з косою» він оголошує про свою нову програму, бажаючи підкорити творчість життя та «створити здорове мистецтво». У цьому він примикає до Франсіса Жамму або до Поля Фора. З 1907 року він практично цурається публікацій.

23 червня 1940 року, під час німецької окупації Франції, гітлерівці увірвалися до поетового будинку в Бретані, важко поранили його дочку, влаштували обшук і знищили всі його пізні твори; через чотири місяці Сен-Поль Ру помер у госпіталі Бреста. Поль Елюар у вірші «Критика поезії» («Зоря розганяє чудовиськ») напише: 
«Сен-Поль Ру вбитий

Над його дочкою поглумилися».

Передчасна смерть літнього поета в результаті конфлікту з німецькою адміністрацією стала додатковим мотивом для консолідації так званої літератури Опору у Франції.

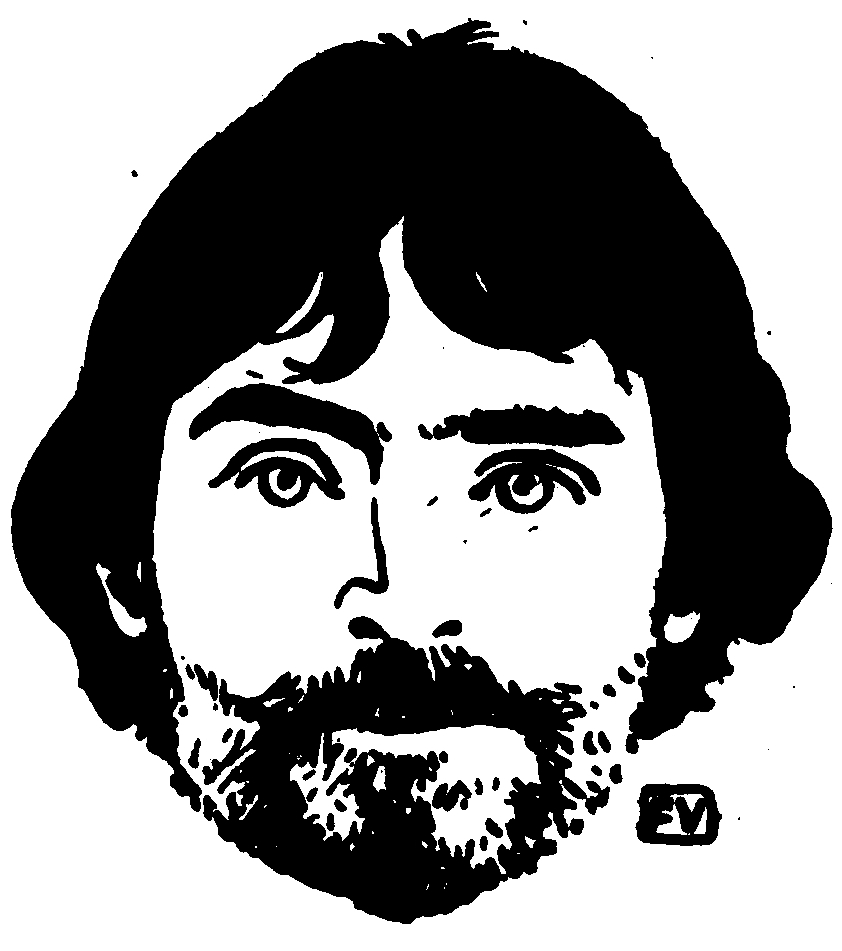
Портрет, виконаний Феліксом Валлоттоном.

## Цікаві факти
- «Сен-Поль Ру — сюрреаліст у символі» так назвав його в «Маніфесті сюрреалізму» Андре Бретон.
- Йому присвячений опублікований таємно 1942 року роман «Мовчання моря» (фр. Le Silence de la mer) написаний французьким письменником Жаном Марселем Брюллером під псевдонімом «Веркор» в окупованому німцями Парижі, який швидко став символом французького опору проти німецьких окупантів. Присвячення «Пам'яті вбитого поета Сен-Поль-Ру» наголошує на сенсі книги[5].

## Пам'ять
- На його честь названо громадський колеж у Бресті та вулицю у комуні Крозон (Crozon-Morgat) (29160)[5].
- Зображено на французькій поштовій марці 1968 року.

## Твори
- Bouc émissaire, sn, 1889
- L'âme noire du prieur blanc, Mercure de France 1893
- Les Reposoirs de la procession, vol 1., Mercure de France, 1893
- L'Épilogue des saisons humaines, Mercure de France 1893
- La Dame à la faulx, Mercure de France, 1899
- Les Reposoirs de la procession, vol. I : La Rose et les épines du chemin, Mercure de France, 1901
- Anciennetés, Mercure de France, 1903
- Les Reposoirs de la procession, vol. II: De la colombe au corbeau par le paon, Mercure de France, 1904
- Les Reposoirs de la procession, vol. III : Les Féeries inteérieures, Mercure de France, 1907
- Les Fééries intérieures, 1907
- La Mort du Berger, Broulet, Brest, 1938, 69 p.
- La Supplique du Christ, 1939.